# Josh Green (Eishockeyspieler)
Joshua „Josh“ Green (* 16. November 1977 in Camrose, Alberta) ist ein ehemaliger kanadischer Eishockeyspieler und derzeitiger -trainer, der im Verlauf seiner aktiven Karriere zwischen 1993 und 2017 unter anderem 346 Spiele für die Los Angeles Kings, New York Islanders, Edmonton Oilers, New York Rangers, Washington Capitals, Calgary Flames und Anaheim Ducks in der National Hockey League (NHL) auf der Position des linken Flügelstürmers bestritten hat. Seinen größten Karriereerfolg feierte Green jedoch im Trikot des EC Red Bull Salzburg mit dem Gewinn der Österreichischen Meisterschaft im Jahr 2008. Seit Sommer 2022 ist er als Assistenztrainer bei den Bakersfield Condors aus der American Hockey League (AHL) angestellt.

## Karriere
Green spielte während seiner Juniorenzeit in der Western Hockey League (WHL) für die Medicine Hat Tigers. Beim NHL Entry Draft 1996 wurde er von den Los Angeles Kings aus der National Hockey League (NHL) in der zweiten Runde an 30. Position ausgewählt. Nach dem Draft wechselte er innerhalb der WHL zu den Swift Current Broncos und später zu den Portland Winter Hawks.
Nach einer Spielzeit in der American Hockey League (AHL) bei den Fredericton Canadiens kam er im Laufe der Saison 1998/99 zu seinen ersten NHL-Einsätzen bei den Kings. Meist spielte er jedoch für die Springfield Falcons in der AHL. Zur Saison 1999/2000 wurde gemeinsam mit Olli Jokinen, Mathieu Biron und einem Erstrunden-Wahlrecht im NHL Entry Draft 1999 an die New York Islanders abgegeben. Im Gegenzug kamen unter anderem Žigmund Pálffy und Bryan Smolinski nach Los Angeles. nach einer Anfangszeit in der AHL bei den Lowell Lock Monsters erkämpfte er sich bei den Islanders einen Stammplatz. Nach Ende der Saison wechselte er mit Eric Brewer zu den Edmonton Oilers, die hierfür Roman Hamrlík an die Islanders abgaben.
Aufgrund einer Schulterverletzung verpasste er fast die gesamte Saison 2000/01. Nach einigen Aufbauspielen in der AHL bei den Hamilton Bulldogs kam er nur noch zu drei Einsätzen in den Playoffs. Nach einer vollständigen Spielzeit in Edmonton kam eine wechselreiche Spielzeit auf ihn zu. Er startete in Edmonton, wechselte zu den New York Rangers und wurde noch im Laufe der Saison an die Washington Capitals weitergegeben, doch auch hier blieb er nur bis zum Saisonende. In der Saison 2003/04 spielte er für die Calgary Flames, bevor er im Laufe der Spielzeit zu den Rangers zurückkehrte. Da die folgende Saison streikbedingt ausfiel, spielte Green in der AHL bei den Manitoba Moose. Ab der Saison 2005/06 war er zwei Jahre bei den Vancouver Canucks aktiv.
Im Sommer 2007 entschied sich der Kanadier zu einem Wechsel nach Europa und spielte in der Saison 2007/08 für den EC Red Bull Salzburg in der Österreichischen Eishockey-Liga, mit dem er den Gewinn der Österreichischen Meisterschaft feierte. In der Spielzeit 2008/09 lief er wieder in der AHL für die Iowa Chops auf, bevor Green im Juli 2009 von MODO Hockey aus der schwedischen Elitserien verpflichtet wurde. Im Juli 2010 unterzeichnete er einen auf ein Jahr befristeten Vertrag bei den Anaheim Ducks. Im Oktober 2010 wurde er zusammen mit Maxime Macenauer zu deren Farmteam, den Syracuse Crunch, in der American Hockey League geschickt. Am 3. Juli 2011 unterzeichnete Green einen Zweiwegevertrag bei den Edmonton Oilers und kam in den folgenden zwei Spielzeiten hauptsächlich bei den Oklahoma City Barons in der AHL zum Einsatz.
Nachdem er sich im Herbst 2013 erneut nicht für einen Stammplatz im NHL-Kader der Oilers empfehlen konnte, wechselte Green nach Europa zu Tappara Tampere aus der finnischen Liiga. Dort war der Flügelstürmer bis zum Sommer 2015 tätig, ehe er innerhalb der Liga zu KooKoo Kouvola wechselte. Nach zwei Jahren dort – das letzte davon in der Funktion des Mannschaftskapitäns – beendete der fast 40-Jährige im Sommer 2017 nach vier Spielzeiten in Finnland seine aktive Laufbahn. Anschließend begann Green als Trainer zu arbeiten und wurde vor der Saison 2019/20 als Assistenztrainer bei den Winnipeg Ice in der Western Hockey League angestellt. Dort war er drei Jahre lang tätig, ehe er im Sommer 2022 von den Bakersfield Condors aus der AHL in gleicher Funktion verpflichtet wurde. 

## Erfolge und Auszeichnungen
- 2008 Österreichischer Meister mit dem EC Red Bull Salzburg
- 2014 Finnischer Vizemeister mit Tappara Tampere
- 2015 Finnischer Vizemeister mit Tappara Tampere

## Karrierestatistik
(Legende zur Spielerstatistik: Sp oder GP = absolvierte Spiele; T oder G = erzielte Tore; V oder A = erzielte Assists; Pkt oder Pts = erzielte Scorerpunkte; SM oder PIM = erhaltene Strafminuten; +/− = Plus/Minus-Bilanz; PP = erzielte Überzahltore; SH = erzielte Unterzahltore; GW = erzielte Siegtore; 1 Play-downs/Relegation; Kursiv: Statistik nicht vollständig)